# Zisterzienserinnenabtei Les Prés
Die Zisterzienserinnenabtei Les Prés war von 1212 bis 1790 ein Kloster der Zisterzienserinnen in Douai, Département Nord, in Frankreich. Es ist nicht zu verwechseln mit der Zisterzienserinnenabtei Notre-Dame des Prés bei Troyes und dem von Marie-Bernard Barnouin gegründeten Nonnenkloster Notre-Dame des Prés in Reillanne.

## Geschichte
Die 1212 in Douai gegründete Abtei Notre-Dame des Prés wurde 1218 der Leitung von Kloster Vaucelles unterstellt. 1220 kam die erste Äbtissin aus La Brayelle. Les Prés wurde von der Französischen Revolution vernichtet. Die Nonne Hippolyte Lecouvreur (1747–1828) aus Les Prés, die mit der letzten Äbtissin, Henriette de Maes, nach England geflüchtet war, gehörte (wie ihre Schwester Hombeline) zum Kreise der Gründerinnen der Bernhardinerinnen von Esquermes, deren Mutterhaus heute das Kloster La Cessoie ist. In Douai erinnert die Rue de l’Abbaye des Prés an das Kloster. Das Martyrologium der Abtei aus dem 13. Jahrhundert, das einzige als Bilderhandschrift noch existierende zisterziensische Martyrologium in Frankreich, wird in der Bibliothek von Valenciennes aufbewahrt.